# Copa da França de Futebol de 2016–17
A Copa da França de Futebol de 2016–17 foi a 100ª edição dessa competição francesa de futebol organizada pela FFF. O vencedor da competição se classifica para a próxima edição da Liga Europa da UEFA.
O Paris Saint-Germain entra como atual campeão.

## Calendário
| Rodada                                                 | Nome                                  | Datas selecionadas                                 | Equipes participantes      | Equipes vencedoras         |                            |
| Rodada eliminatória (2016)                             | Rodada eliminatória (2016)            | Rodada eliminatória (2016)                         | Rodada eliminatória (2016) | Rodada eliminatória (2016) | Rodada eliminatória (2016) |
| ------------------------------------------------------ | ------------------------------------- | -------------------------------------------------- | -------------------------- | -------------------------- | -------------------------- |
| 1                                                      | Primeira rodada                       | Datas regionais                                    |                            |                            |                            |
| 2                                                      | Segunda rodada                        | Datas regionais                                    | 4016                       | 2008                       |                            |
| Entrada dos clubes do CFA 2                            |                                       |                                                    |                            |                            |                            |
| 3                                                      | Terceira rodada                       |                                                    | 2120                       | 1060                       |                            |
| Entrada dos clubes do CFA                              |                                       |                                                    |                            |                            |                            |
| 4                                                      | Quarta rodada                         |                                                    | 1124                       | 562                        |                            |
| Entrada dos 18 clubes do National                      |                                       |                                                    |                            |                            |                            |
| 5                                                      | Quinta rodada                         |                                                    | 580                        | 290                        |                            |
| 6                                                      | Sexta rodada                          |                                                    | 290                        | 145                        |                            |
| Entrada dos 20 clubes da Ligue 2 e clubes Ultramarinos |                                       |                                                    |                            |                            |                            |
| 7                                                      | Sétima rodada                         | sexta-feira 11, sábado 12 e domingo 13 de novembro | 176                        | 88                         |                            |
| 8                                                      | Oitava rodada                         | sexta-feira 2, sábado 3 e domingo 4 de dezembro    | 88                         | 44                         |                            |
| Entrada dos 20 clubes da Ligue 1                       |                                       |                                                    |                            |                            |                            |
| 9                                                      | Fase de 32-avos                       | sábado 7 de janeiro                                | 64                         | 32                         |                            |
| 10                                                     | Fase de 16-avos                       | quarta-feira 1 de fevereiro                        | 32                         | 16                         |                            |
| 11                                                     | Oitavas de final                      | quarta-feira 1 de março                            | 16                         | 8                          |                            |
| 12                                                     | Quartas de final                      | quarta-feira 5 de abril                            | 8                          | 4                          |                            |
| 13                                                     | Semifinais                            | quarta-feira 26 de abril                           | 4                          | 2                          |                            |
| 14                                                     | Final - Stade de France (Saint-Denis) | sábado 27 de maio                                  | 2                          | 1                          |                            |

## Fases iniciais

### Eliminatórias regionais
Todos os clubes que não disputem as primeiras divisões do futebol francês (incluindo times dos departamentos de ultramar) e que entram na Copa da França tem que passar pelas eliminatórias regionais em todo o país, que abrangem as 6 primeiras fases do torneio. Os clubes classificados nessas eliminatórias avançam para a 7ª rodada.

## Fase final

### Fase de 32-avos
| Equipe 1                | Resultado     | Equipe 2               |
| ----------------------- | ------------- | ---------------------- |
| Monaco                  | 2–1           | AC Ajaccio             |
| US Avranches            | 3–1           | Laval                  |
| Les Herbiers            | 4–3           | Gazélec Ajaccio        |
| Lille                   | 4–1           | AS Excelsior           |
| RC Strasbourg           | 4–2 (pro)     | SAS Épinal             |
| Bergerac Périgord       | 2–2 (3–2 pen) | Toulouse Rodéo         |
| Sarreguemines           | 2–1           | Reims                  |
| Blagnac                 | 0–1           | Chamois Niortais       |
| Hauts Lyonnais          | 0–0 (3–4 pen) | CA Bastia              |
| Vendée Poiré-sur-Vie    | 3–1           | Viry-Châtillon         |
| Guingamp                | 2–1           | Le Havre               |
| Quevilly-Rouen          | 3–2           | JA Drancy              |
| Grenoble Foot 38        | 1–2           | Étoile                 |
| Besançon                | 0–3           | Nancy                  |
| Blois Foot 41           | 1–2           | Nantes                 |
| Louhans-Cuiseaux        | 0–2           | Dijon                  |
| Paris Saint-Germain     | 7–0           | Bastia                 |
| Lorient                 | 2–1           | Nice                   |
| Toulouse                | 1–2 (pro)     | Olympique de Marseille |
| Clermont Foot 63        | 0–1           | Bordeaux               |
| Lens                    | 2–0           | Metz                   |
| Auxerre                 | 4–2 (pro)     | Troyes                 |
| Sainte-Geneviève Sports | 0–3           | Caen                   |
| Châteauroux             | 4–1           | Pau                    |
| Iris Club de Croix      | 1–4           | Saint-Étienne          |
| US Granville            | 1–2           | Angers                 |
| Biarritz                | 0–6           | Rennes                 |
| Istres                  | 1–3           | Consolat               |
| Lyon                    | 5–0           | Montpellier            |
| Luneville               | 0–2           | Chambly                |
| Prix-lès-Mézières       | 2–1           | Feignies-Aulnoye       |
| Fleury 91               | 2–0           | Stade Brestois 29      |

### Fase de 16-avos
| Equipe 1               | Resultado | Equipe 2            |
| ---------------------- | --------- | ------------------- |
| Bordeaux               | 2–1       | Dijon               |
| Lille                  | 1–0       | Nantes              |
| Châteauroux            | 2–3 (pro) | Lorient             |
| Quevilly-Rouen         | 3–0       | Consolat            |
| Bergerac Périgord      | 2–0       | Lens                |
| Sarreguemines          | 0–3       | Chamois Niortais    |
| Vendée Poiré-sur-Vie   | 0–1       | RC Strasbourg       |
| Olympique de Marseille | 2–1 (pro) | Lyon                |
| Angers                 | 3–1       | Caen                |
| Auxerre                | 3–0 (pro) | Saint-Étienne       |
| CA Bastia              | 2–0       | Nancy               |
| Chambly                | 4–5 (pro) | Monaco              |
| Les Herbiers           | 1–2 (pro) | Guingamp            |
| US Avranches           | 1–0       | Fleury 91           |
| Étoile                 | 1–0       | Prix-lès-Mézières   |
| Rennes                 | 0–4       | Paris Saint-Germain |

### Oitavas de final
| Equipe 1               | Resultado     | Equipe 2            |
| ---------------------- | ------------- | ------------------- |
| CA Bastia              | 0–1           | Angers              |
| Étoile                 | 2–0           | Auxerre             |
| Bordeaux               | 2–1           | Lorient             |
| Chamois Niortais       | 0–2           | Paris Saint-Germain |
| Quevilly-Rouen         | 1–2           | Guingamp            |
| US Avranches           | 1–1 (6–5 pen) | RC Strasbourg       |
| Olympique de Marseille | 3–4 (pro)     | Monaco              |
| Bergerac Périgord      | 1–2           | Lille               |

### Quartas de final
| Equipe 1     | Resultado | Equipe 2            |
| ------------ | --------- | ------------------- |
| Étoile       | 0–1       | Guingamp            |
| Monaco       | 2–1       | Lille               |
| Angers       | 2–1       | Bordeaux            |
| US Avranches | 0–4       | Paris Saint-Germain |

| 4 de abril de 2017 | Étoile | 0 – 1     | Guingamp  | Stade Pierre-de-Coubertin, Cannes         |
| 18:00              |        | Relatório | Mendy 51' | Público: 4 871 Árbitro: FRA Benoît Millot |

| 4 de abril de 2017 | Monaco           | 2 – 1     | Lille          | Stade Louis II, Mónaco                   |
| 21:00              | Germain 35', 45' | Relatório | El Ghazi 90+3' | Público: 5 709 Árbitro: FRA Tony Chapron |

| 5 de abril de 2017 | Angers                   | 2 – 1     | Bordeaux     | Stade Raymond Kopa, Angers                  |
| 18:30              | Bérigaud 8' · N'Doye 67' | Relatório | Sankharé 18' | Público: 12 507 Árbitro: FRA Antony Gautier |

| 5 de abril de 2017 | Avranches | 0 – 4     | Paris Saint-Germain                         | Stade Michel d'Ornano, Caen                     |
| 21:05              |           | Relatório | Ben Arfa 35', 53' · Lucas 56' · Pastore 82' | Público: 19 052 Árbitro: FRA Jérôme Miguelgorry |

### Semifinais
| Equipe 1            | Resultado | Equipe 2 |
| ------------------- | --------- | -------- |
| Angers              | 2–0       | Guingamp |
| Paris Saint-Germain | 5–0       | Monaco   |

| 25 de abril de 2017 | Angers                          | 2 – 0     | Guingamp | Stade Raymond-Kopa, Angers |
| 21:00               | Mangani 38' · Toko Ekambi 90+2' | Relatório |          | Árbitro: FRA Benoît Millot |

| 26 de abril de 2017 | Paris Saint-Germain                                                | 5 – 0     | Monaco | Parc des Princes, Paris                     |
| 21:05               | Draxler 26' · Cavani 31' · Mbaé 50' · Matuidi 52' · Marquinhos 90' | Relatório |        | Público: 47 298 Árbitro: FRA Clément Turpin |

### Final
| 27 de maio de 2017 | Angers | 0 – 1     | Paris Saint-Germain | Stade de France, Saint-Denis |
| 21:00              |        | Relatório | Cissokho 90+2'      | Árbitro: FRA Benoît Bastien  |

## Premiação
| Copa da França de Futebol de 2016–17     |
| França                                   |
| ---------------------------------------- |
| PARIS SAINT-GERMAIN Campeão (11º título) |

## Artilheiros
| Pos. | Jogador         | Equipe                 | Gols |
| ---- | --------------- | ---------------------- | ---- |
| 1    | Rémy Cabella    | Olympique de Marseille | 4    |
| 1    | Julian Draxler  | Paris Saint-Germain    | 4    |
| 1    | Mehdy Guezoui   | US Quevilly            | 4    |
| 4    | Hatem Ben Arfa  | Paris Saint-Germain    | 3    |
| 4    | Clément Depres  | Châteauroux            | 3    |
| 4    | Valère Germain  | Monaco                 | 3    |
| 4    | Gaëtan Laborde  | Bordeaux               | 3    |
| 4    | Lucas           | Paris Saint-Germain    | 3    |
| 4    | Thomas Mangani  | Angers                 | 3    |
| 4    | Alexandre Mendy | Guingamp               | 3    |